# Cupido tintinga
Cupido tintinga är en fjärilsart som beskrevs av Jean Baptiste Boisduval 1833. Cupido tintinga ingår i släktet Cupido och familjen juvelvingar. Inga underarter finns listade i Catalogue of Life.